# Application-Management
Application-Management (AM), auch Anwendungsmanagement (englisch application management) oder Application Lifecycle Management (ALM), ist eine Kombination aus der Entwicklung und Betreuung von Applikationen (Anwendungssoftware) über deren gesamten Lebenszyklus. Dies beinhaltet auch eine umfassende Anwenderbetreuung (Support) und die Weiterentwicklung der Software.

## Rahmenbedingungen des AM
Typischerweise lange Vertragslaufzeiten und damit eine Vergabe über Ausschreibungen, ein häufig auftretender Übergang von Personal vom Kunden zum AM-Anbieter sowie die SLA-Basierung (Service-Level-Agreement, Dienstgütevereinbarung) der Verträge führen zu einer Zuordnung des Application-Managements zum Bereich des IT-Outsourcings.
In diesem Rahmen gibt der Kunde folgende Aufgaben in die Hände eines externen Dienstleisters:
- applikationsbetriebene Infrastruktur,
- die Pflege und Betreuung seiner Anwendungen (Application-Support) sowie
- die Anwenderunterstützung (First- and Second-Level-Support).

Das Vorgehen wird auch als Transition bezeichnet.
AM kann entweder im Rahmen von kompletten Outsourcing-Verträgen vorkommen (Embedded Application-Management) oder als alleinstehender Service (Stand-alone Application-Management oder einfach: Application-Support).

## Bestandteile des AM: Applikationsentwicklung und Applikationsbetrieb
Die Applikationsentwicklung (Service Creation) beschäftigt sich mit den Anforderungen an eine Applikation, dem Entwurf und ihrer anschließenden Entwicklung. Die drei Entwicklungsphasen sind gemäß ITIL v3 als Anforderungen, Entwurf und Implementierung definiert.
Typischerweise folgt anschließend der Applikationsbetrieb (Service-Management), in dem die Software eingeführt, betrieben und stetig verbessert wird. Man unterscheidet in diesem Zusammenhang die Phasen Auslieferung, Betrieb und „Optimierung“.
Das Management dieser Prozesse stellt sich bei weltweit agierenden Softwareherstellern als in hohem Maße komplex und aufwändig dar. Die damit verbundenen Herausforderungen einer effizienten und geordneten Aufgabenbewältigung führten zum Entwicklungs- und Betreuungsansatz des Application-Management.

## Application-Management als Entwicklungs- und Betreuungsansatz
AM vereint Applikationsentwicklung (SC) und Applikationsbetrieb (SM). Liegen SC und SM in einer Hand, können Erfahrungswerte des SM, wie beispielsweise Kundenanforderungen und -reklamationen, Zuverlässigkeit, Verwaltbarkeit und Performance, bei der SC integriert werden. Ziele sind vor allem eine reibungslose und effiziente Entwicklung einer Applikation bei hoher Kundenzufriedenheit. Darüber hinaus vereinfachen die durch AM gewonnenen Erfahrungswerte die Integration der Anwendungssoftware in neue Systemlandschaften. Somit widmet man sich im AM dem gesamten Lebenszyklus einer Applikation – von der Idee über die (Weiter-)Entwicklung bis zur Ablösung.
Im Rahmen der Initiative ITIL wurde eine Beschreibung vorgelegt, die sämtliche Managementprozesse aufzeigt, die während des Lebenslaufs einer Applikation vorkommen (End-to-End-Documentation). Das ITIL-Application-Management beschreibt, was in welcher Phase von wem und wann zu erledigen ist. Es wird in diesem Ansatz nicht mehr zwischen Applikationsentwicklung und -betrieb getrennt. Im Service-Management hat sich ITIL weitgehend durchgesetzt. Bei der Service-Creation hingegen, also bei der Herstellung von Software-Anwendungen, wird ITIL bislang wenig beachtet.
Eine weitere Sammlung von Leitlinien für das Application-Management findet sich in der „Application Services Library“ (ASL). Im Vergleich zu ITIL befasst man sich in der ASL ausschließlich mit Application-Management und setzt sich intensiver mit transaktionalen Prozessen zwischen den partizipierenden Unternehmen auseinander. Die ITIL hingegen beschäftigt sich mehr mit IT im Allgemeinen. Auf beiden Informationsportalen werden die theoretischen Inhalte mit Best-Practice-Beispielen veranschaulicht.

### Auswirkungen des Application-Management
In der Praxis wird heutzutage der Großteil des Software-Supports von Outsourcing-Unternehmen durchgeführt. Als anwendungsnahe Dienstleister haben sie in vielen Fällen intensiver mit den Programmen zu tun als deren Hersteller und kennen sich deshalb oftmals auch besser damit aus. Vor diesem Hintergrund und angesichts der Notwendigkeit für die Hersteller, stets mit den neuesten Entwicklungen Schritt zu halten ist ein engerer Informationsaustausch zwischen den Software-Entwicklern und Outsourcing-Unternehmen strategisch geboten. Viele große Unternehmen lassen sich aus diesem Grund oftmals regelmäßig von outgesourcten Mitarbeitern Schulungen über ihre eigenen Produkte erteilen.

## Trends im Application-Management

### Themenbezogene Spezialisierung
Zu beobachten ist eine zunehmende themenbezogene Spezialisierung der einzelnen Outsourcing-Unternehmen um tiefgehende Branchenkompetenzen zu erwerben. Dies wurde notwendig, um den steigenden Anforderungen hinsichtlich Kundenzufriedenheit gerecht zu werden und deren Wunsch nach individueller Betreuung zu erfüllen. In Folge davon besteht ein Trend in Richtung Application-Management für Unternehmens-Abteilungen. Beispiele für spezifische Application-Management-Angebote sind:
- Application-Management für das Product-Lifecycle-Management
- Application-Management für die Beschaffung
- Application-Management für das Personalwesen

### Industrialisierung von Prozessen
Mit dem Ziel der Prozessverbesserung und Kostensenkung versuchen viele Unternehmen einen möglichst hohen Standardisierungs- und Automatisierungsgrad auch im Application-Management zu erreichen. In diesem Zusammenhang spricht man daher von einer „Industrialisierung des Application-Managements“. Angeregt durch die Ideen des Mass Customization sollen individuelle Application-Management-Dienstleistungen im angemessenen Preis-Leistungs-Verhältnis geschaffen werden. Vier Grundprinzipien der Industrialisierung sind für das Application-Management relevant:
1. Standardisierung – einheitliche globale Ticket-Tools verbessern und beschleunigen die Lösung von Störungen (Incident-Management). Servicemitarbeiter aller Ländern müssen hierzu auf ein zentrales, sogenanntes Ticket-Tool zugreifen können, welches rund um die Uhr einen Service zur Bearbeitung von individuellen Kundenanfragen zur Verfügung stellt (Issue-Tracking-System). Die Automatisierung der Service-Prozesse bildet die Grundlage für die Standardisierung.
2. Modularisierung – Zerlegung der Services in einzelne Komponenten im Sinne einer Service-orientierten Architektur. Die einzelnen Bausteine werden nach Bedarf kombiniert.
3. Quality & Enhancement Management – Six-Sigma-Prinzipien, standardisierte Ticketkategorien aber auch vorgegebene Lösungszeiten (Vorgabezeit) sorgen für eine durchgängige Qualitätssicherung.
4. Konzentration auf Kernkompetenzen – geringere Wertschöpfungstiefe reduziert Kosten

### Follow-the-Sun-Prinzip
Weltweit operierende AM-Anbieter versuchen durch Callcenter in mehreren Zeitzonen einen sogenannten Follow-the-Sun-Service zu gewährleisten. Das Ziel ist, 24 Stunden am Tag für die Kunden erreichbar zu sein. Etablierte Anbieter nutzen zum globalen effizienten Wissensaustausch zudem „Knowledge Management-Systeme“.
Aufgrund der sich zunehmend diversifizierenden IT-Umgebungen werden Kooperationen auf technischer Ebene immer wichtiger. So arbeiten selbst im harten Wettbewerb stehende Unternehmen wie Microsoft, Oracle, Siemens und SAP in definierten Bereichen zusammen.